# トマス・ハーディ (イギリス海軍)
サー・トマス・マスターマン・ハーディ（Sir Thomas Masterman Hardy、1769年4月5日－1839年9月20日）はイギリス海軍中将で、バス勲章を授与され、準男爵に叙された人物である。フランス革命戦争中、1797年2月にサン・ビセンテ岬の海戦、1798年8月にナイルの海戦、そして1801年4月にコペンハーゲンの海戦に参戦し、ナポレオン戦争中のトラファルガーの海戦では、ホレーショ・ネルソンのフラッグ・キャプテン（旗艦艦長）であるヴィクトリーの艦長として艦隊を率いた。ハーディが甲板を歩いていた時にネルソンは砲撃されたが、そのネルソンが瀕死の床で言ったとされる「ハーディ、キスしてくれ」は、この人物に向けられたものである。1830年には第一海軍卿（First Naval Lord）となったが、この肩書での国会議員への転身を拒み、また蒸気船の導入を奨励した。

## 海軍入隊

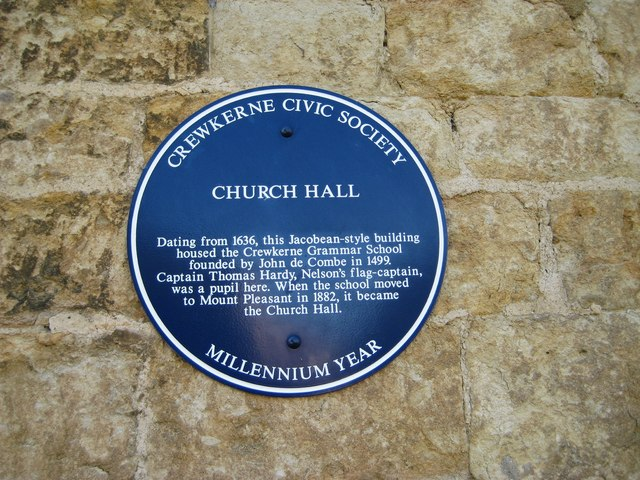
クルーカーン・グラマースクールの銘板

ジョセフ・ハーディとナニー・ハーディ（旧姓マスターマン）の次男として、ロングブレディーのキングストン・ラッセルハウスに生まれた。（一部の史料ではウィンターボーン・セントマーティンでの出生となっている））ハーディは1781年11月30日に、キャプテンズ・サーヴァントとして海軍に入隊し、ブリッグのヘレナに乗艦したが、1782年4月にヘレナを降り、その年、クルーカーン・グラマースクールに入った。在学中も、ハーディの名は6等艦シーフォードと3等艦カーナティックの乗員名簿に記載されていた。

## 地中海での任務とネルソン
ハーディは1790年2月5日に5等艦ヘーベにミジップマンとして乗艦した。後にアンソニー・ハント艦長の6等艦ティシフォーンに転属し、その後1793年5月に6等艦アンフィトリトに乗って、地中海へ向かった。ハーディはマルセイユとトゥーロンの沖合で任務につき、1793年11月10日にチャールズ・タイラー艦長の5等艦メリーガーに二等海尉として乗務した。

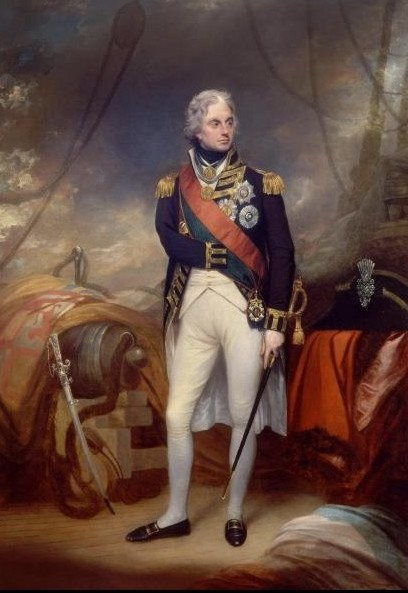
ホレーショ・ネルソン

1794年6月、ジョージ・コックバーンがメリーガーの指揮官となり、そのコックバーンは1796年8月に5等艦ミネルヴ (戦列艦)に転属した。ハーディもコックバーンと共に「ミネルヴ」で任務につき、その後すぐに一等海尉に昇進した。1796年12月には、その当時准将だったホレーショ・ネルソンがミネルヴを自らの旗艦とした。ジブラルタルへ向かう途中にスペイン海軍との間で1796年12月19日の海戦が起き、ミネルヴと、僚艦の5等艦ブランチェは2隻のスペイン艦と交戦し、「サンタ・サビーナ」を降伏させた。ハーディとカルヴァーハウスの両海尉は、捕囚された乗組員共々「サンタ・サビーナ」に乗り込むように指示を受け、この3隻の艦はジブラルタルを目指し続けた。しかし夜が明ける前に、ネルソンはスペイン艦隊と出くわし、何とかしてその場を切り抜けることに専心した。その時ハーディは、「ミネルヴ」からスペイン艦を引き離そうとして交戦したが、マストが折れ、拿捕されてしまった。ハーディとカルヴァーハウスはその後間もなく、「サンタ・サビーナ」の艦長であるドン・ハコボ・ステュアートと交換され、1797年2月9日、再びジブラルタルで「ミネルヴ」に乗艦することができた。
敵艦2隻に尾行されていたため、コックバーンは「ミネルヴ」の速度を上げるように命じた。この逃走の最中に、檣楼長が海中に落下し、艦は航行を停止してハーディを乗せたボートが、落下した檣楼長を探すために下ろされた。敵艦が速度を上げて接近したため、コックバーンは撤退には慎重であるべきと考えたが、ネルソンはわれを忘れて叫んだ。「神に誓い、私はハーディを失うことはしない、ミズン・トップマストへ戻れ！」 これは、どこまで進んだかを確認していたスペイン艦を混乱させ、ハーディはこのおかげで「ミネルヴ」に戻って、スペインからの逃亡をやりおおせた。

## コマンダー就任とナイルの海戦

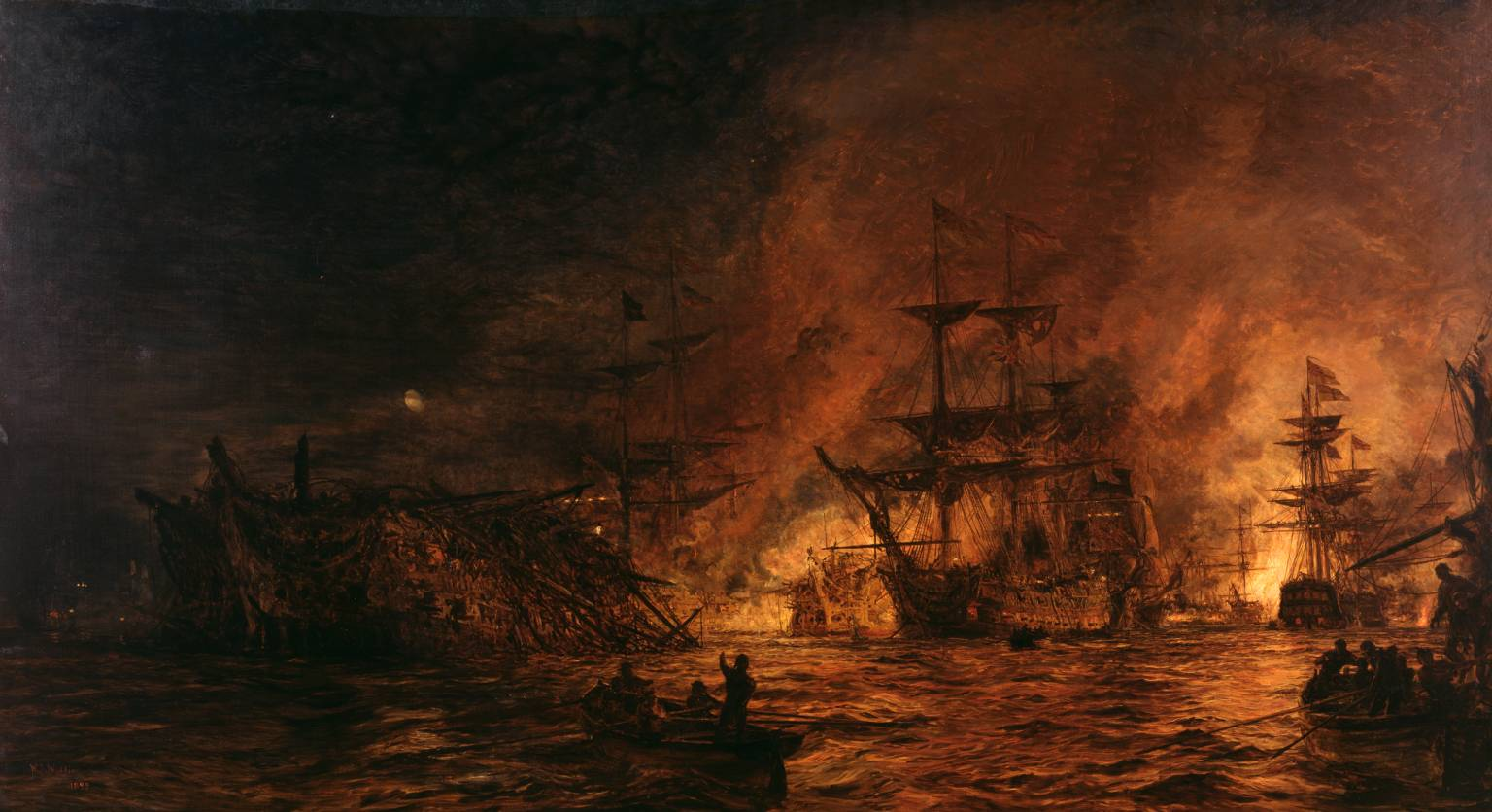
ナイルの海戦

ハーディは1797年の5月まで「ミネルヴ」にいたが、その後、彼が責任者であった遠征が首尾よく中断され、その後新しく拿捕されたコルベット、ミューティンのコマンダーとなった。ハーディの指揮のもと、ミューティンはトマス・トラウブリッジの戦隊に加わった。トラウブリッジ戦隊は1798年6月にトゥーロン沖でネルソンと出会い、ナポレオン・ボナパルトがエジプトにいることを突き止めて、1798年8月のナイルの海戦で、フランス艦隊を破った。その後、ネルソンのフラッグキャプテンであるエドワード・ベリーが分遣隊を連れてイギリスに戻り、ハーディはネルソンの旗艦ヴァンガードの艦長となった。
1798年、「ヴァンガード」はナポリ王国の国王フェルディナンド4世、イギリス大使ウィリアム・ハミルトンと夫人のエマを乗せて、ナポリから安全なシチリアへ航行していた。ハーディはハミルトン夫人のことを少しもよく思っていなかった。夫人は「ヴァンガード」の乗員の代理人として、1度ハーディに口を差し挟もうとしたことがあり、ハーディはその乗員を2度鞭打ちにした。1度が乗員本人による規則破りのため、もう1度は夫人に代理人を嘆願したかどでの処罰だった。ネルソンは1799年6月8日に、3等艦フードロイヤントに転属となり、その時ハーディも「フードロイヤント」に異動した。1799年6月、フードロイヤントに率いられた主力艦隊は、フェルディナンド国王のナポリ王国再建のため、ナポリにできたパルテノペア共和国への襲撃の援軍をさせるべく、海兵隊をナポリに上陸させた。ハーディは1799年10月13日に指揮官をエドワード・ベリーに譲り、5等艦プリンセス・シャーロットの指揮官となり、イギリスへ戻った。

## バルト海艦隊とコペンハーゲンの海戦

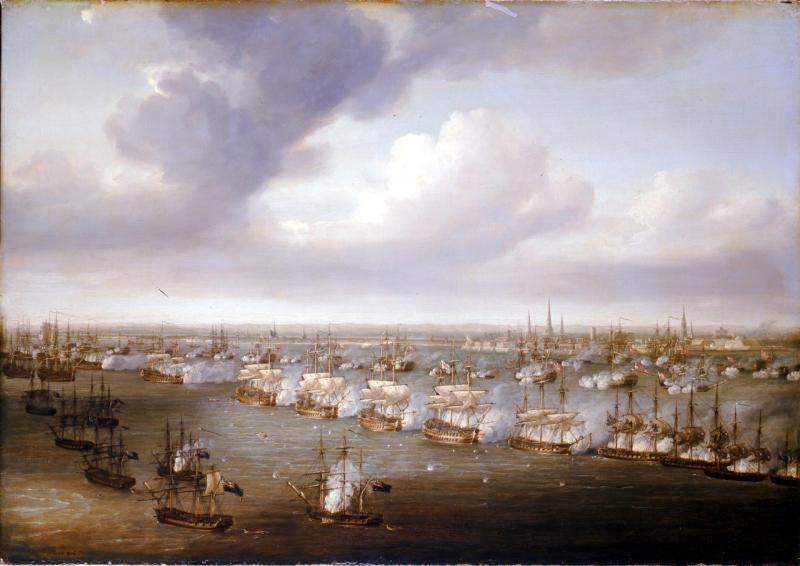
コペンハーゲンの海戦 ニコラス・ポコック作

陸上で1年を過ごしたのち、ハーディは1800年12月に、修理が終わったばかりの5等艦サン・ジョセフの指揮を執るため、プリマスの乾ドックに向かった。1801年2月には、2等艦セントジョージに配属され、再びネルソンのフラッグキャプテンとなった。ネルソンは2度目のバルト海艦隊の指揮官の任務に就いていた。この艦隊は武装中立同盟からの撤退のため、デンマークの攻撃目的で派遣された。1801年4月1日の夜、ハーディはボートで、停泊中のデンマーク艦隊の回りの水深測定に派遣された。この船はかなり浸水し、そのため翌日のコペンハーゲンの海戦には参加できなかった。後になって、ハーディが行った仕事はかなり価値の高いものであることが証明された。この時座礁したのは、3等艦アガメムノンとベローナの2隻のみで、両艦は地元の案内人の指示を受けており、ハーディが勧めた針路に従っていなかった。ハーディはその年の8月までチャールズ・ポール中将座乗の新艦隊のフラッグキャプテンを務め、そして4等艦イシスの指揮を執った。

## 地中海及び西インド方面作戦
1802年7月、ハーディは、5等艦アンフィオンの艦長としてリスボンに新任の大使を送り、その後ポーツマスに戻った。ポーツマスにはネルソンがいた。というのも、ネルソンは1803年に「ヴィクトリー」を旗艦としたが、まだ「ヴィクトリー」の準備が十分でないことがわかり、「アンフィオン」を旗艦として地中海に赴いたのである。1803年7月31日、ネルソンとハーディは最終的にトゥーロン沖で「ヴィクトリー」へと移動した。ハーディはただネルソンのフラッグキャプテンであるだけではなく、ネルソン艦隊の非公式な指揮官でもあった。ネルソン艦隊は、1805年の4月までトゥーロンの封鎖を続けたが、その時フランス海軍は逃走して西インド諸島まで追跡され、戻ってきた。8月20日から9月14日までの短い活動停止期間の後、カディスに向けて出港し、1805年9月29日に到着した。

## トラファルガーの海戦

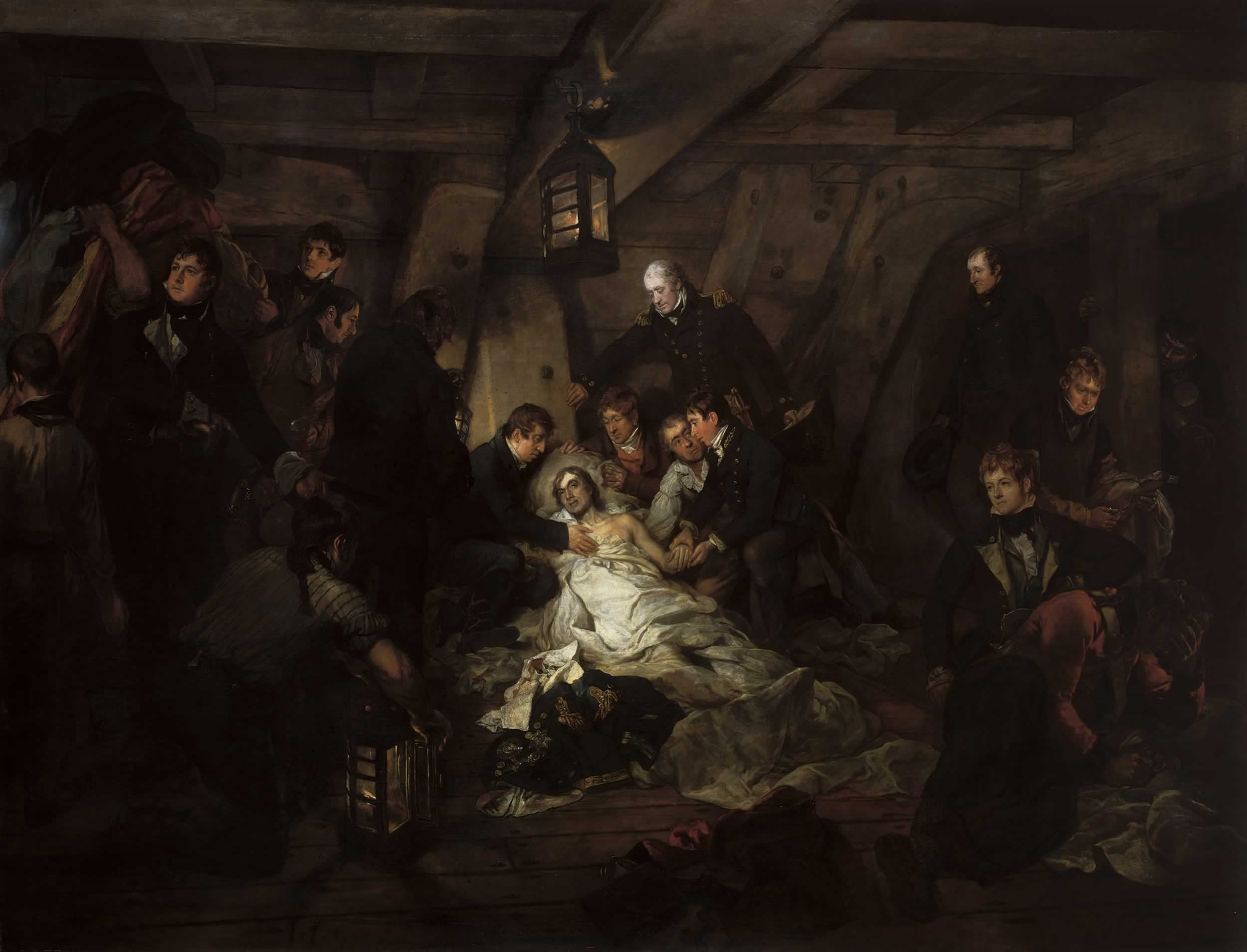
ネルソンの臨終。アーサー・ウィリアム・デヴィス作（ネルソンの右後ろにいるのがハーディであるが、実際には臨終の場には立ち会っていない）

1805年10月21日、「ヴィクトリー」が敵の防御線に近づき、ハーディはネルソンに、必ずや起こるであろう混乱を避けるために、ネルソンに他の艦に移るように促した。しかしネルソンは拒否した。「ヴィクトリー」は風上に戦列を率いて、トラファルガーの海戦の第一章である激しい砲撃を浴びた。とある局面で、艦の破片がハーディの靴のバックルをはがしたが、ネルソンはそれを見てこう言った。「これはかなりの激戦だな、長くは続かんぞ」ネルソンが砲撃された時ハーディは一緒にいたが、戦闘が終わりに近づき、ネルソンが瀕死の床に横たわっている時、この両者は共に多くの会話を交わした。ハーディはネルソンに、14隻ないしは15隻のイギリス艦が敵を打ち負かしたことを伝えた、ネルソンはこれにこう答えた。「20隻は敵を敗れたはずだが」彼らの最後の会話では、ハーディに艦隊に投錨するよう注意した。続けてネルソンはこうも言った、「わが愛するハミルトン夫人、ハーディ、あの気の毒な夫人の面倒を見てくれ。キスしてくれ、ハーディ」そして最後の言葉が「君に神のご加護があらんことを」「ヴィクトリー」はジブラルタルに曳航され、1805年10月28日にジブラルタルに入港して、大がかりな修理に入り、11月4日にイギリスに向けて出港して、12月5日にポーツマスに戻った。そこでネルソンの遺体は、シアネスの長官ジョージ・グレイのヨットに乗せられ、グリニッジへと運ばれた。ハーディはネルソンの葬礼で、彼の将官旗の1枚を持って進んだ。

## その後の指揮
1806年1月29日、ハーディは準男爵に叙された 。そして同年の5月には、北アメリカ駐留地の3等艦トライアンフの艦長に就任した。ノバスコシア州に滞在中、ハーディは最高指揮官ジョージ・クランフィールド・バークレーの娘のアンナ・ルイーザ・バークレーと結婚した。バークレー提督がリスボンに派遣されると、ハーディもフラッグキャプテンとして2等艦バーフラーでリスボンに向かった。1811年、ハーディはポルトガル海軍から准将の称号を受けた 。

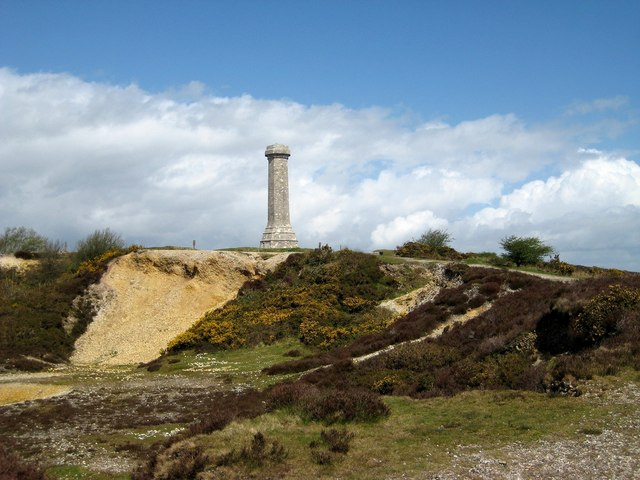
ドーセットにあるハーディの記念碑

1812年の8月、米英戦争の勃発に伴い、ハーディは3等艦ラミリーズの指揮を執って北アメリカへ戻った。1814年7月、旗艦に座乗したハーディは、陸軍中佐のアンドリュー・ピルキントンの補佐を受け、旗艦以外の4隻の軍艦と、第102歩兵連隊の兵2000人と、王立砲兵中隊を乗せた数隻の輸送艦を率いて、サリヴァン砦を攻撃した。アメリカ側の防御軍は70人の正規兵と250人の民兵で、彼らは戦わずして戦闘を投げ出した。ハーディとピルキントンは、イギリスが、イーストポートと、その近くのいくつかの島の領有化を考えていることを明確にした声明を発表した。ここの住民は、イギリス国王への忠誠を誓うか、町を出て行くを迫られた。人口の3分の2がイギリスへの忠誠を宣誓したが、一方で500人が町を出て行った。その後数週間この地にとどまったハーディは、地元の人々に好意を持たれ、かなりの尊敬を受け人気を勝ち取った。しかし、ハーディの次なる仕事である、8月9日から11日にかけての、コネチカット州ストーニンゲンの爆撃は敗退した。イギリス海軍の連続砲撃は20の建物を焼き、馬やガチョウが焼死した。一方で公式報道によれば、かなり大規模なアメリカの防衛軍が、イギリス兵21人を殺し50人を負傷させたと述べている 。1815年1月2日、ハーディはバス勲章を授与された。
ハーディは1816年に王室のヨット、プリンセス・オーガスタの艦長に就任して、准将に昇進し、南アメリカ駐留地の最高指揮官となり、1819年8月に3等艦スパーブを旗艦とし、新興国メキシコ、コロンビア、そしてアルゼンチンの各共和国からスペインの介入を防ぐように任務を受けた。

## 昇進とバス勲章の叙勲

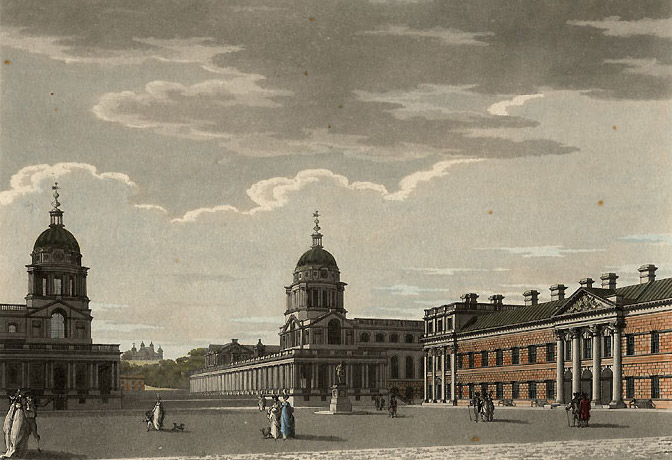
1799年当時のグリニッジ病院

1825年5月27日、少将に昇進し、3等艦ウェルズリーが旗艦となった。4000人のイギリス部隊を連れてリスボンに行き、1826年12月、当時8歳の女王のおじによる革命の鎮圧を支援した。その後英仏海峡で、実験的な戦隊の指揮官となり、5等艦シビルから6等艦ピラマスに旗艦を移して、1827年10月21日最後の上陸をした。ハーディは1830年11月、グレイ内閣のもとで第一海軍卿となった。そして1831年9月13日にバス勲章を授与された。ハーディは国会議員出馬を拒否した最初の第一海軍卿であり、一方で蒸気船の導入を奨励した。 1834年に第一海軍卿を辞任してグリニッジ病院の総裁となり、1837年1月10日には中将に昇進した。1839年9月20日、グリニッジで死去、遺体は病院内の廟所に埋葬された、ここはその後旧王立海軍大学となった。準男爵の位は、死去に伴い断絶した。

## 家族
1807年11月17日、ハーディはルイザ・エミリー・アンナと結婚して、3人の娘を儲けた。長女ルイザ・ジョージアナは1808年12月7日生まれ、1875年に死去した。次女エミリー・ジョージアナ1809年12月30日生まれ、1805年ウィリアム・ポレット・ブラウン・チャテリスと結婚した。1887年に死去。そして3女メアリー・シャーロットは1813年3月20日に生まれ、1833年ジョン・アソール・ムレイ＝マクレガーと結婚して、1896年に死去した。